# Religión de los griegos en la Antigüedad

Mapa de los principales santuarios de la Grecia clásica.

La religión de la Antigua Grecia abarca la colección de las creencias y rituales practicados en la Antigua Grecia en la forma de prácticas cultuales, homólogas de la mitología griega. En el mundo griego, la práctica religiosa variaba lo suficiente como para hablar de religiones griegas. Con todo, la aplicación del concepto moderno de «religión» a las culturas antiguas ha sido cuestionada como una práctica anacrónica. Los antiguos griegos no tenían una palabra para referirse a la «religión» en el sentido moderno. De igual forma, ningún autor griego conocido para nosotros clasifica a los dioses o las prácticas de culto en «religiones» diferentes. En cambio, por ejemplo, Heródoto habla de los helenos afirmando que tienen «santuarios de los dioses y sacrificios en común, y el mismo tipo de costumbres».
Estas prácticas cultuales de los helenos se extendieron más allá de la Grecia continental, a las islas y las costas de Jonia (en Asia Menor), a la Magna Grecia (Sicilia e Italia meridional), y a las colonias griegas dispersas por el Mediterráneo occidental, como Massilia. Religiones italianas tempranas, como el culto y las creencias etruscas, fueron influenciadas por la religión griega, y subsecuentemente influyeron en mucho en la antigua religión romana.
La mayoría de antiguos griegos reconocían a los doce dioses y diosas olímpicos principales—Zeus, Hera, Poseidón, Deméter, Atenea, Ares, Afrodita, Apolo, Artemisa, Hefesto, Hermes y o bien Hestia o Dioniso—si bien filosofías tales como el estoicismo y algunas formas de platonismo usaban un lenguaje que parecía asumir una deidad trascendente única. El culto a estas deidades, y muchas otras, se esparció alrededor de todo el mundo griego, aunque a menudo tenían diferentes epítetos que distinguían aspectos de la deidad, y a menudo reflejan la absorción de otras deidades locales en el esquema panhelénico.
Hay una creencia entre los eruditos de que la primera religión griega provino de, o estuvo muy influenciada por, el chamanismo de las estepas de Asia Central hasta la colonia griega de Olbia (en Escitia), en la orilla norte del Mar Negro, y de allí a Grecia.

## Introducción
La sociedad griega antigua era muy distinta de la actual. La palabra «religión» no existía en griego antiguo. Los conceptos que sirven para describir los fenómenos religiosos contemporáneos no están adaptados para el análisis de lo que era para los griegos lo divino.
En la religión de Grecia Antigua, lo esencial de las creencias y de los ritos se estructuró en el momento en el cual nació, en la Época Arcaica (siglos VIII- VI a. C.), una forma de organización política particular: la polis, que tuvo por consecuencia el redescubrimiento y la difusión de la escritura (h. 800-700 a. C.).
A partir de la Época Arcaica, aparecieron los caracteres dominantes de la religión griega: un politeísmo de nuevas divinidades, de dioses antropomórficos provistos de atributos (rayo, tridente, arco y flechas, égidas, etc.), gozando de poderes pletóricos, teniendo sectores de intervención, modos de acciones propias, y dotadas de mitos. Pero cada una de estas divinidades no existe más que por los lazos que las unen con el sistema divino global.
Los griegos eran politeístas: rendían culto a varias divinidades, en especial a los doce dioses olímpicos —llamados theoi— y a los héroes. Cada uno de ellos podía ser invocado bajo diversos aspectos en función del lugar, del culto y de la función que cumplía. Estos dioses dotados de poderes sobrenaturales, bajo el mismo nombre, podían presentar una multiplicidad de aspectos. Los epítetos cultuales (las epíclesis) señalaban su naturaleza y su ámbito de intervención. Existía, por ejemplo, Zeus Kéraunos (tonante), Polieo (guardián del orden político, de la polis), Horkios (garante de los juramentos y de los pactos), Ktésios (protector de la propiedad), Herkeios (guardián del cercado, del redil), Xenios (protector de los huéspedes y de los extranjeros). Las otras figuras del panteón griego seguían también este esquema.
Los héroes eran mortales venerados como semidioses que, debido a sus cualidades y hazañas guerreras, escapaban a la finitud del común de los mortales y residían eternamente en los Campos Elíseos. Al otorgar beneficios a quienes los invocaban, se les ha considerado precursores de los mártires y santos del cristianismo. También recibían atención diversos genios, espíritus y daimones ocultos en la naturaleza (ríos, árboles...), y que se manifestaban en todos los fenómenos extraños.

## Creación del universo, la Tierra y los dioses

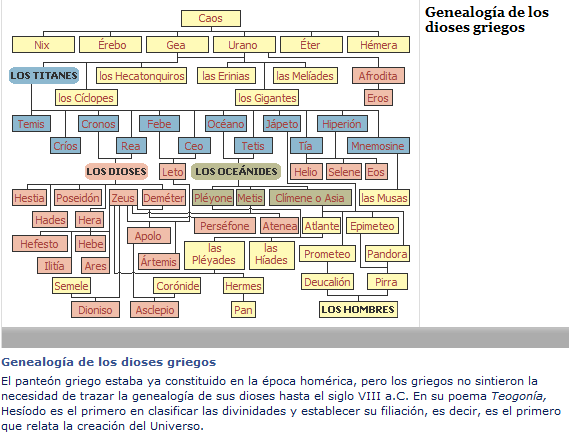
Genealogía de los dioses griegos, desde el Caos hasta la era humana.

Para los antiguos griegos, los primeros dioses estaban en el exterior del mundo, y los dioses del panteón estaban en el planeta. Se tenía la concepción de un inicio del universo, y por genealogía se fueron creando a sí mismos, y en el último eslabón, los hombres. Los dioses eran inmortales (nacimiento sin muerte), que se traducía en un estilo de vida particular. Se alimentaban con ambrosía (sustancia deliciosa, nueve veces más dulce que la miel, se decía), de néctar y del humo de los sacrificios. En sus venas no corría la sangre, sino otro líquido: el icor. Estaban sometidos al destino e intervenían constantemente en los asuntos humanos. Nacidos unos de los otros y muy numerosos, los dioses formaban una familia, una sociedad, fuertemente jerarquizada.
El nombre de la mayoría de las divinidades aparece en las tablillas de la civilización micénica, después en los textos de Homero y de Hesíodo. Su sitio y su función estaban ya en parte establecidos. Parece que el panteón griego estaba ya constituido en el siglo VIII a. C. A finales de este siglo, Hesíodo, un poeta beocio, en su Teogonía, presenta una ordenación de los ritos y de los mitos relativos al nacimiento del mundo divino. Redacta una historia de la sucesión de las generaciones divinas que al término de los múltiples conflictos por la soberanía desemboca en la colocación de los dioses del Olimpo alrededor de la figura de Zeus.
Se trataba, en primer lugar, de hacer nacer el mundo (cosmos) a partir de tres poderes: Caos ("el vacío que ocupa un hueco"), Gea (la Tierra) y Eros ("la renovación"), quienes dieron, cada uno, nacimiento a otros poderes de manera independiente. De la unión de Gea y de Urano nacieron los Titanes (el más joven de los cuales era Crono), los tres Cíclopes y los tres Hecatónquiros (los de cien manos). De los hijos de Gea y de Urano que engendraron poderes divinos, Crono castró a su padre, luego reinó con Rea sobre los otros dioses. Para que ninguno de sus hijos fuera rey, tras nacer se los tragó. Nacido de él, Zeus escapó a sus intenciones. Una vez que creció, obligó a Crono a vomitar a sus hijos, lo destronó y lo incitó, con la generación de sus hermanos, los Olímpicos, a un combate contra los Titanes. En adelante, los dioses se organizaron esencialmente en torno a Zeus, soberano del Olimpo (del cielo, de la región etérea donde viven los dioses), quien repartió el mundo con sus hermanos: a Hades, el inframundo y a Poseidón, el mar. Repartió entre los Olímpicos todos los honores (timai) e inauguró un reinado de paz y de justicia.
Los relatos míticos, como los de Hesíodo, explican las prácticas cultuales (sacrificios, fiestas y competiciones) y los ritos que acompañaban la vida social y política. Justifican las reglas fundamentales que rigen la colectividad, las vuelven inteligibles a los hombres y aseguran su perennidad.

## La piedad griega: una religión sin dogmas y sin instituciones
En la sociedad griega, la religión estaba completamente imbricada en todos los dominios de la vida familiar, pública, artística y social. La oposición entre lo "profano" y lo "sagrado", los límites entre lo "laico" y lo "religioso" son inciertos, incluso no pertinentes. Los gestos, los comportamientos, las ceremonias de la vida familiar, social y política componían casi siempre un aspecto religioso.
La religión griega no se apoya en ninguna revelación. La ciudad griega no conocía ni instituciones que dirigieran la religión, ni dogma. Las conductas religiosas, piedad (eusébeia: respeto de las obligaciones hacia los dioses), e impiedad (asébeia: ausencia de respeto a las creencias y a los rituales comunes de los habitantes de una ciudad), no tenían un carácter definido y rígido. La piedad parece haber sido el sentimiento que tenía el grupo o el individuo, de ciertas obligaciones.
Las obligaciones de la comunidad concernían, en primer lugar, al respeto a la tradición ancestral. Las del individuo eran multiformes. La participación en los cultos de la ciudad, la abundancia de las ofrendas en los santuarios, la devoción hacia la muerte de los parientes y las divinidades protectoras de la familia, la generosidad para permitir que los rituales se desarrollaran en las mejores condiciones, son ejemplos de manifestación de la piedad.
En cambio, era considerado, generalmente, como impío todo lo que iba en contra de la tradición, en materia de religión, toda innovación: la introducción en la ciudad de dioses que no eran oficialmente aceptados, las concepciones que ponían en entredicho las creencias tradicionales, la modificación de ritos ancestrales. Incluso, cualquier atentado contra la integridad del patrimonio divino (el robo en detrimento de un templo, la mutilación o el cultivo de árboles sagrados), toda profanación, imitación o falsificación de una ceremonia religiosa, las violencias cometidas contra los sacerdotes de un culto eran actos impíos.
La piedad no era la expresión de un sentimiento de relación íntima con una divinidad; no era tampoco sólo la observación escrupulosa y estricta de los ritos prescritos. Ser piadoso era creer en la eficacia del sistema de representaciones establecidas por la ciudad para organizar las relaciones entre los hombres y los dioses, y también participar en ellas activamente.
A diferencia de las religiones abrahámicas como el cristianismo, la religión en la Antigua Grecia –así como también en la Antigua Roma– no era doctrinal y no se ocupaba de los comportamientos de las personas con sus semejantes, algo que era más bien materia de la filosofía (en concreto de la ética).[cita requerida] Además, la expresión theós se usaba originariamente solo en sentido predicativo, designando estados o acciones; es a partir de que los autores judíos escribieran en griego que se comenzó a emplear theós como vocativo para, de esta manera, invocar o dirigirse a los dioses.

## Principales divinidades

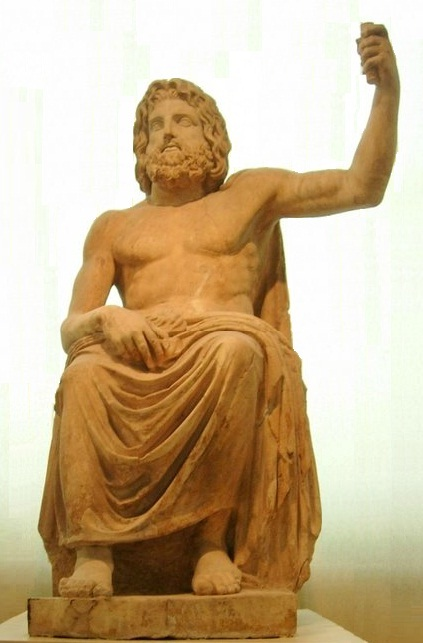
Zeus
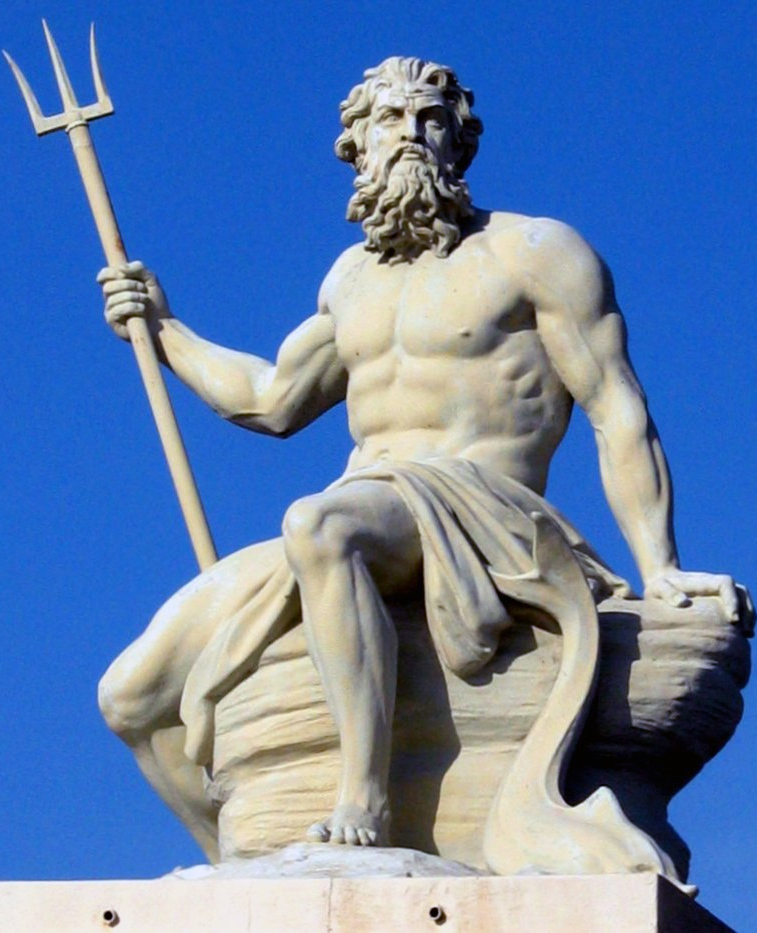
Poseidón
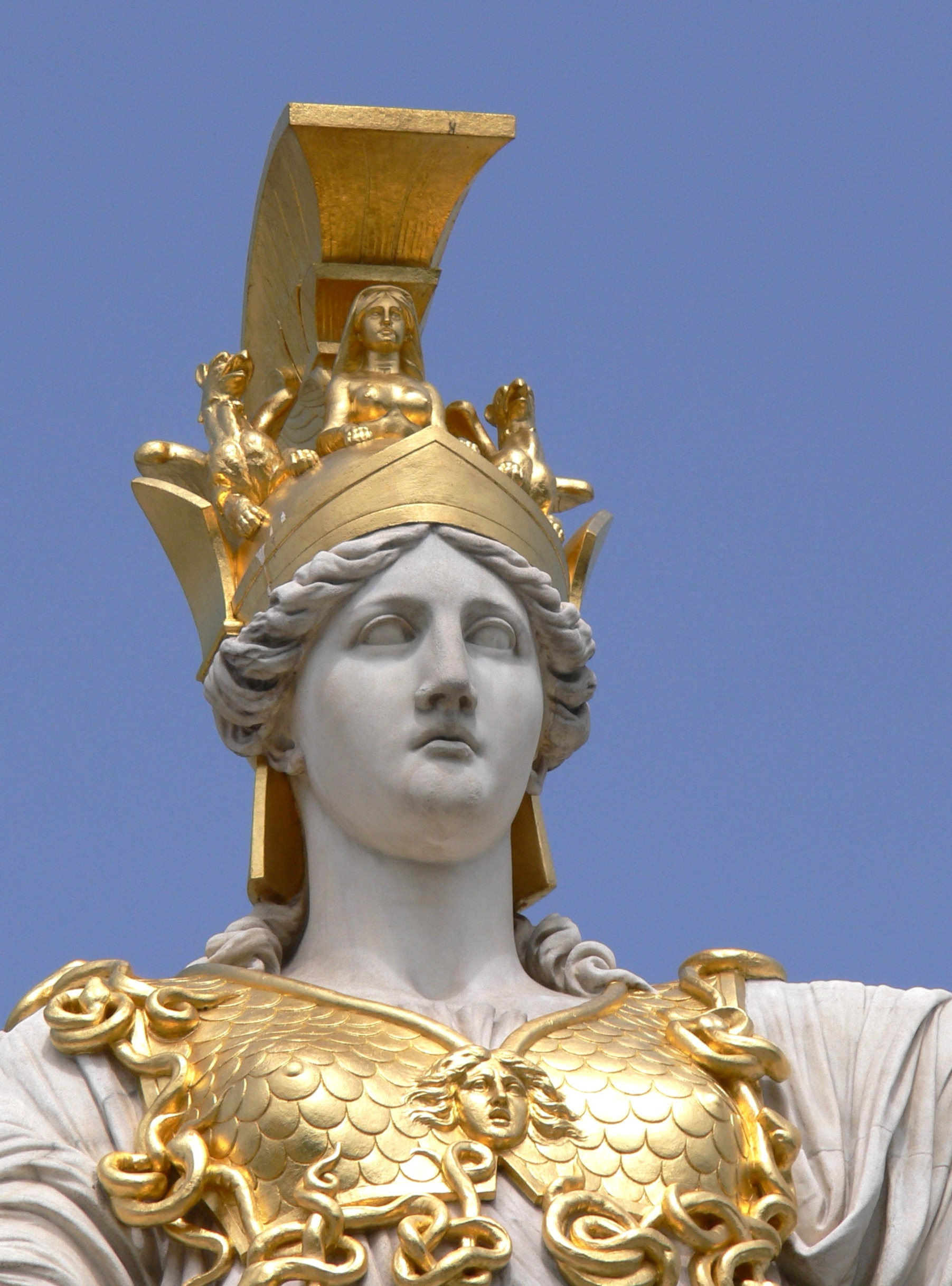
Atenea
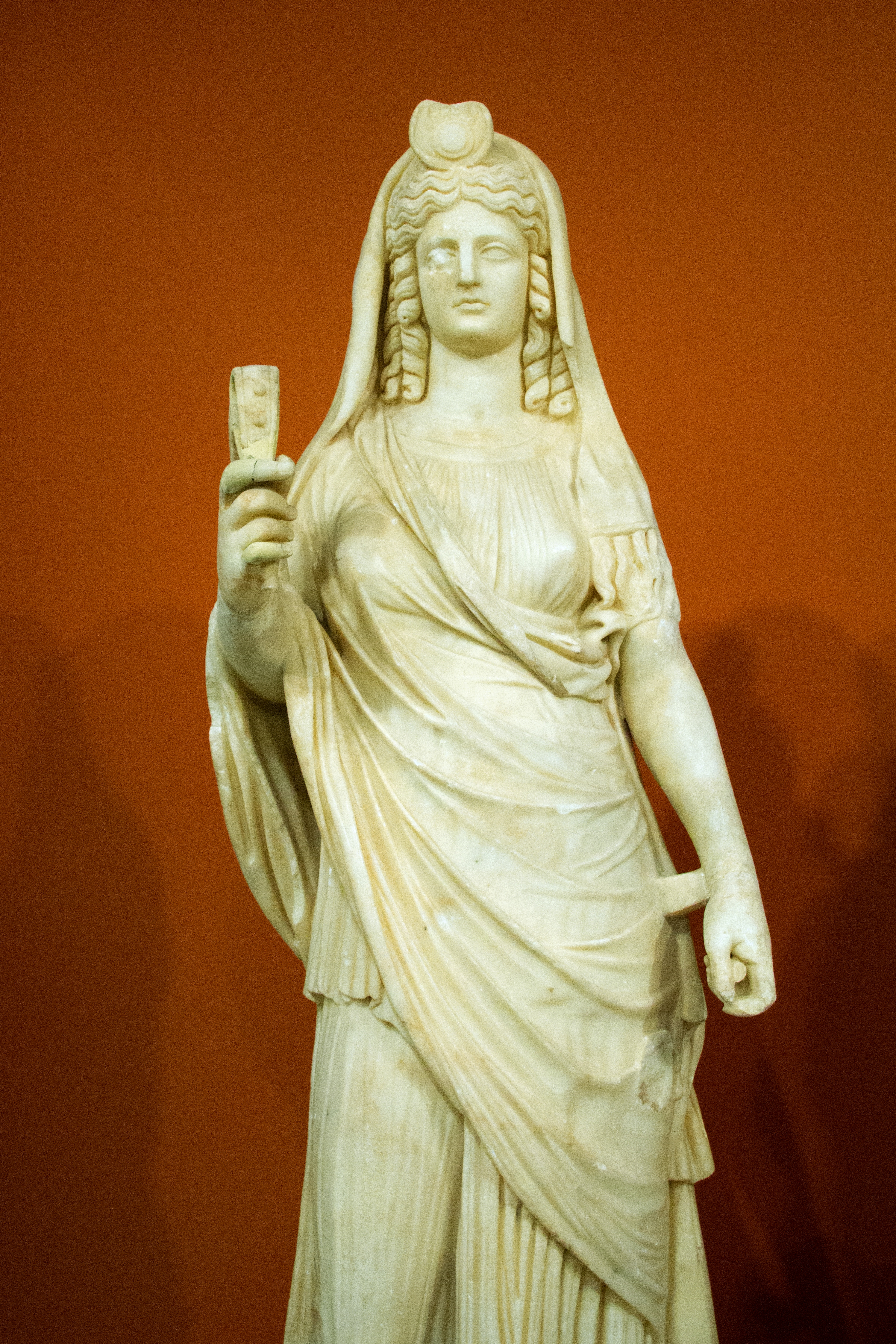
Perséfone
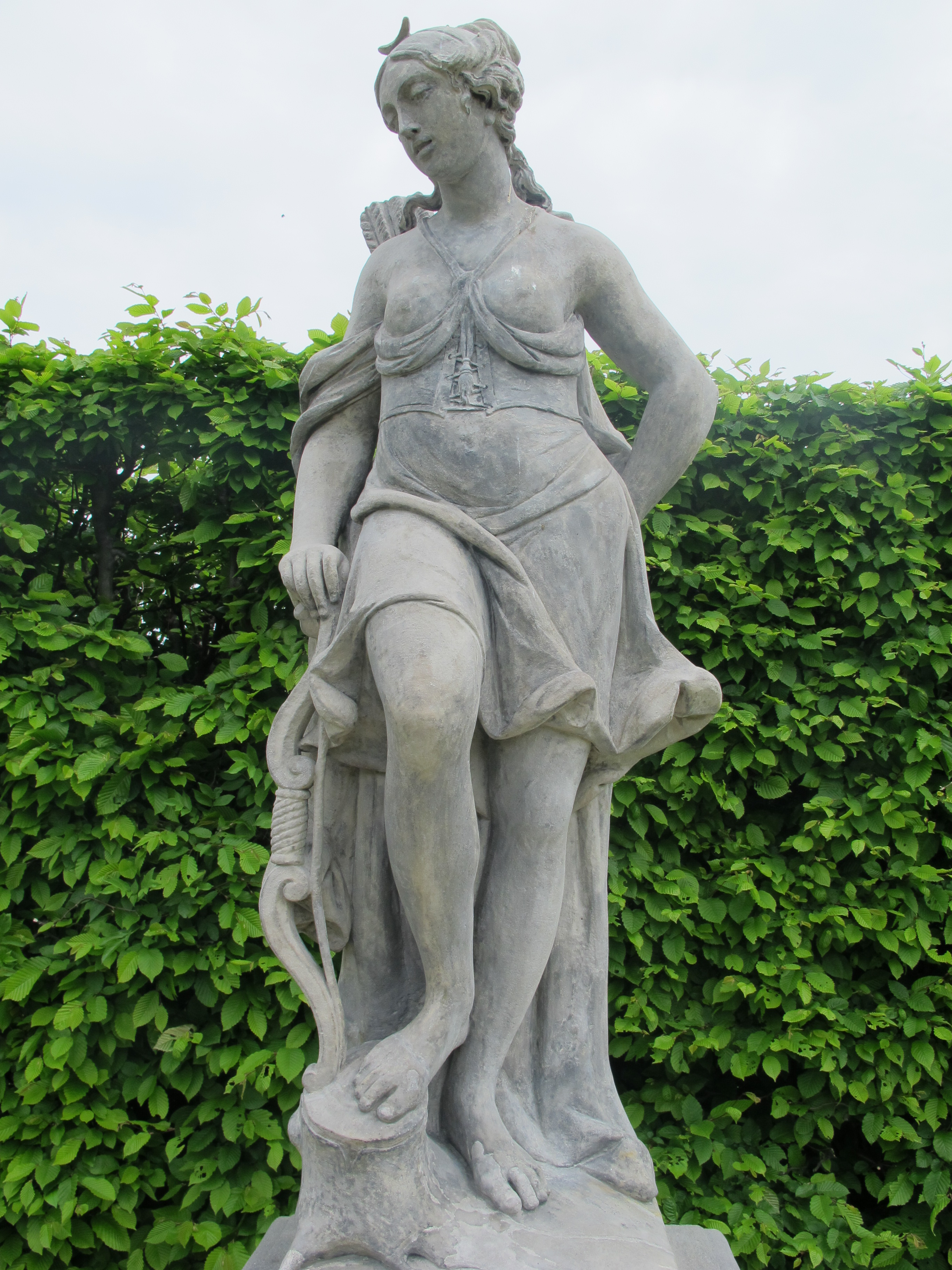
Artemisa
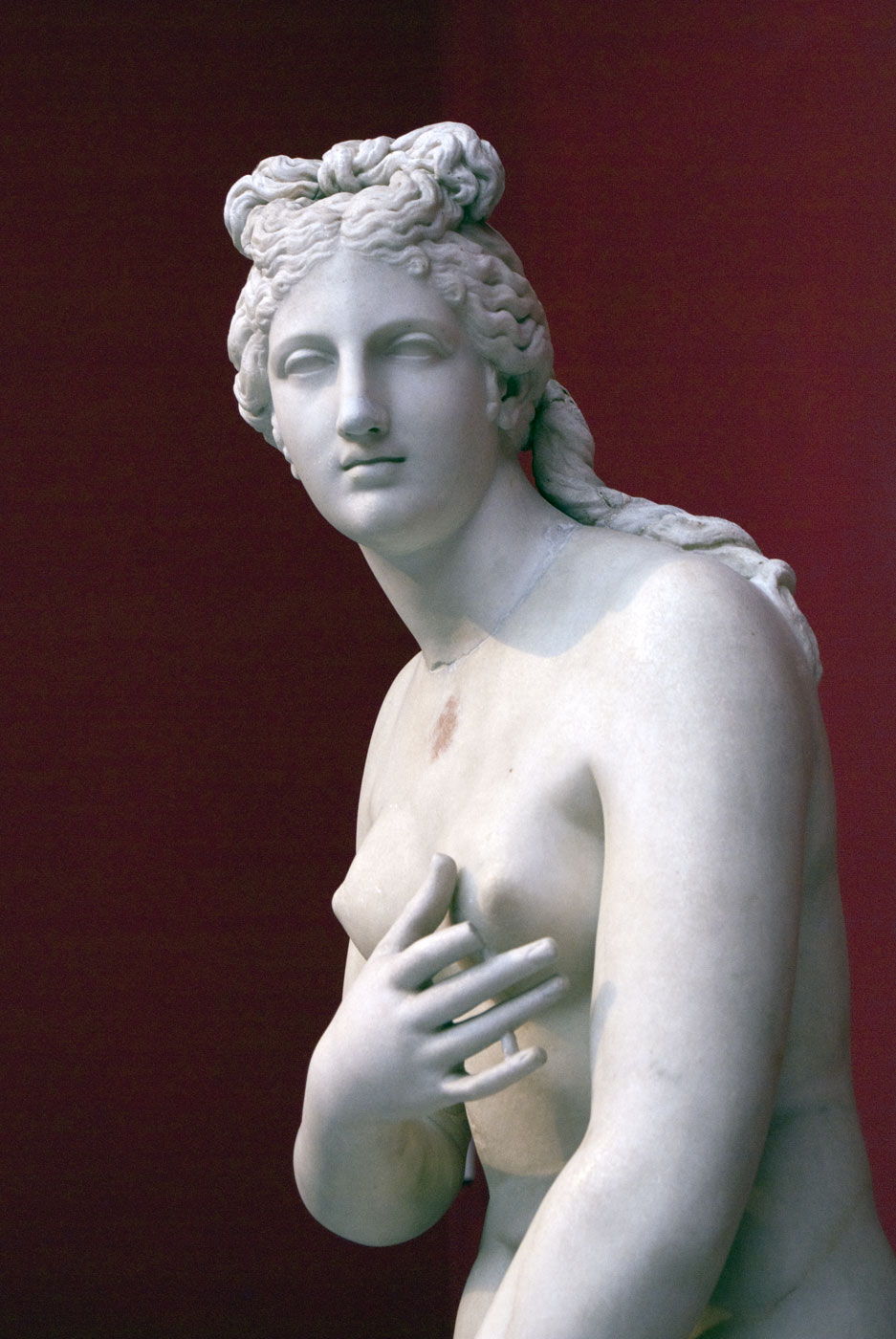
Afrodita
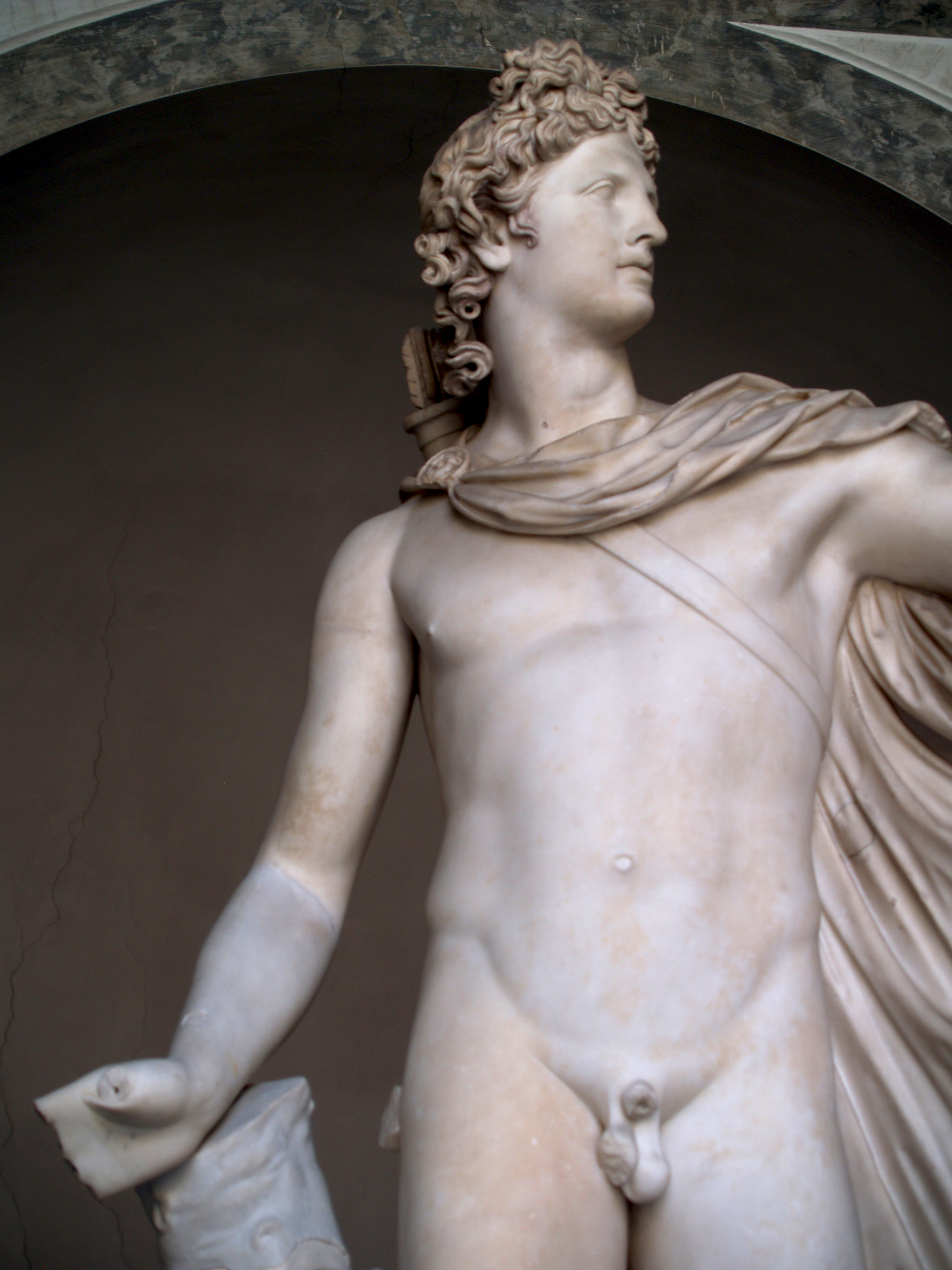
Apolo
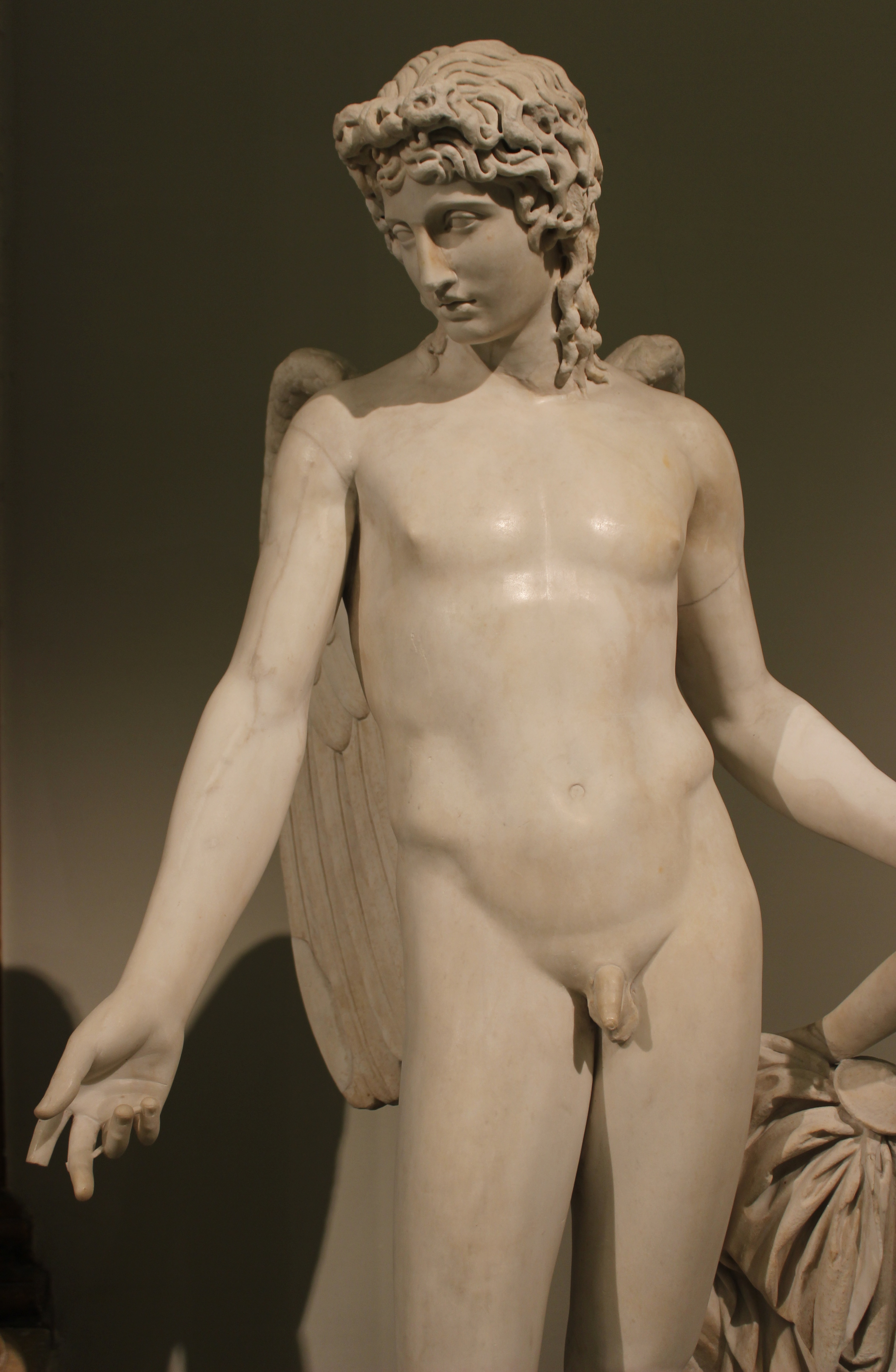
Eros
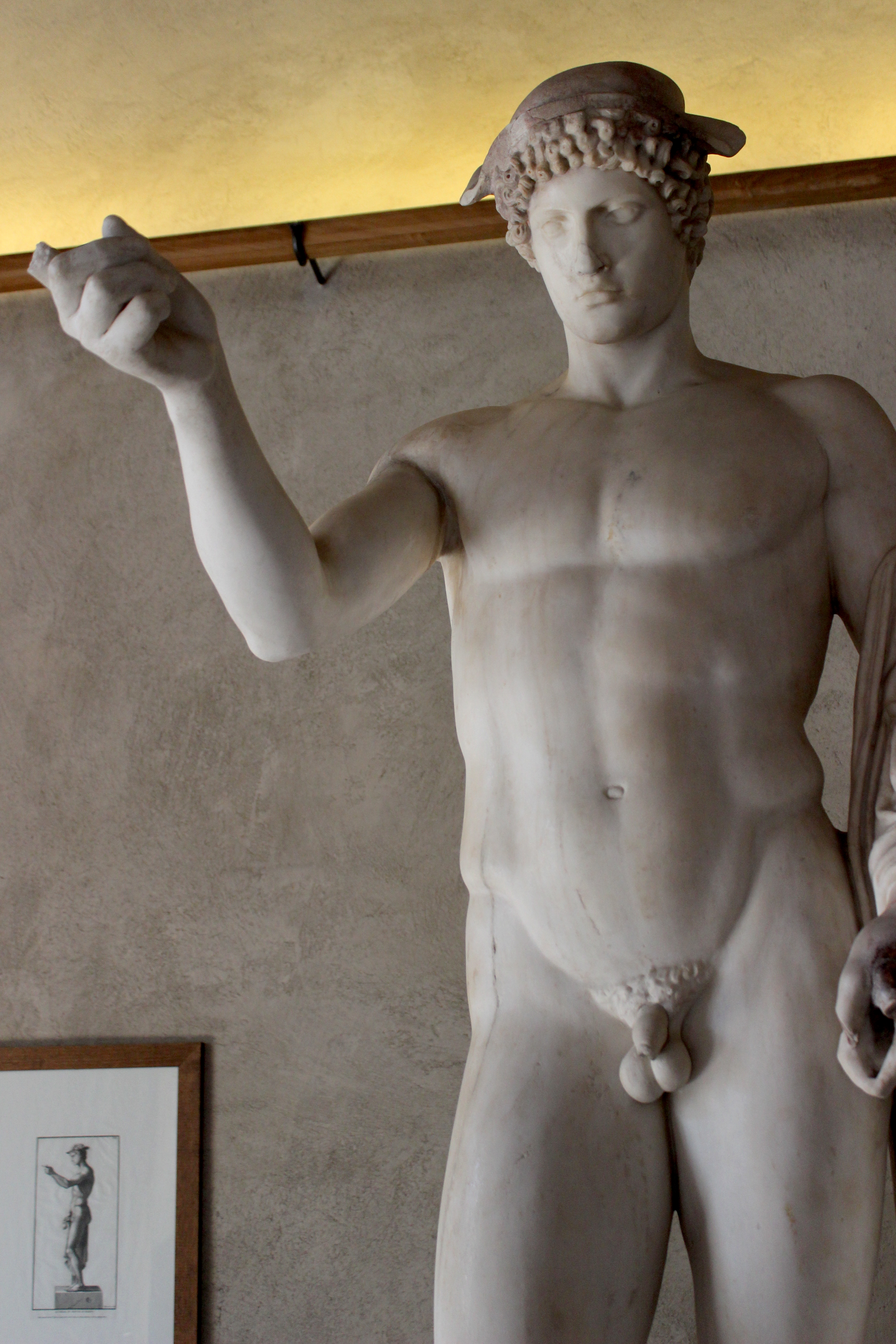
Hermes
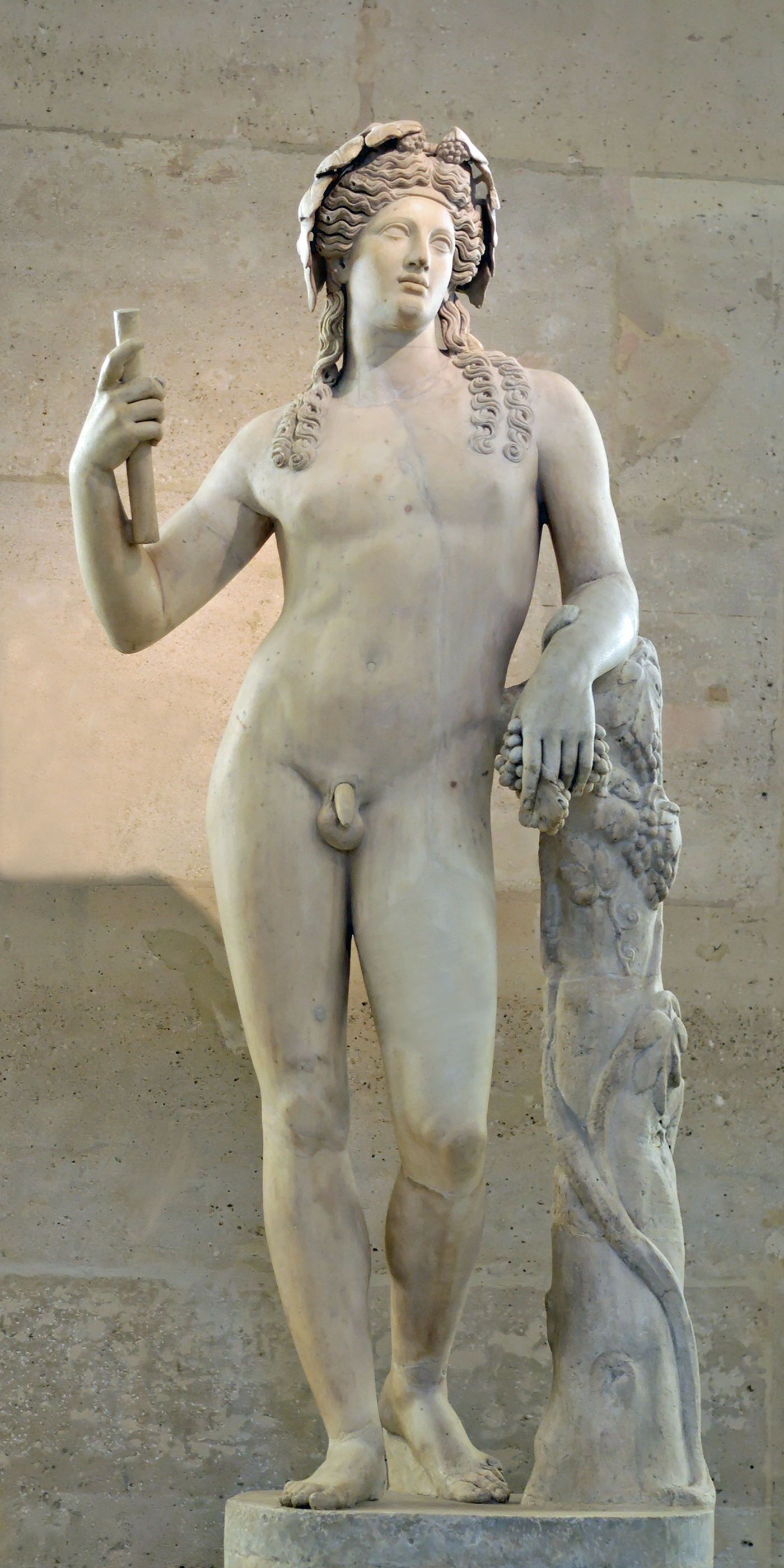
Dioniso
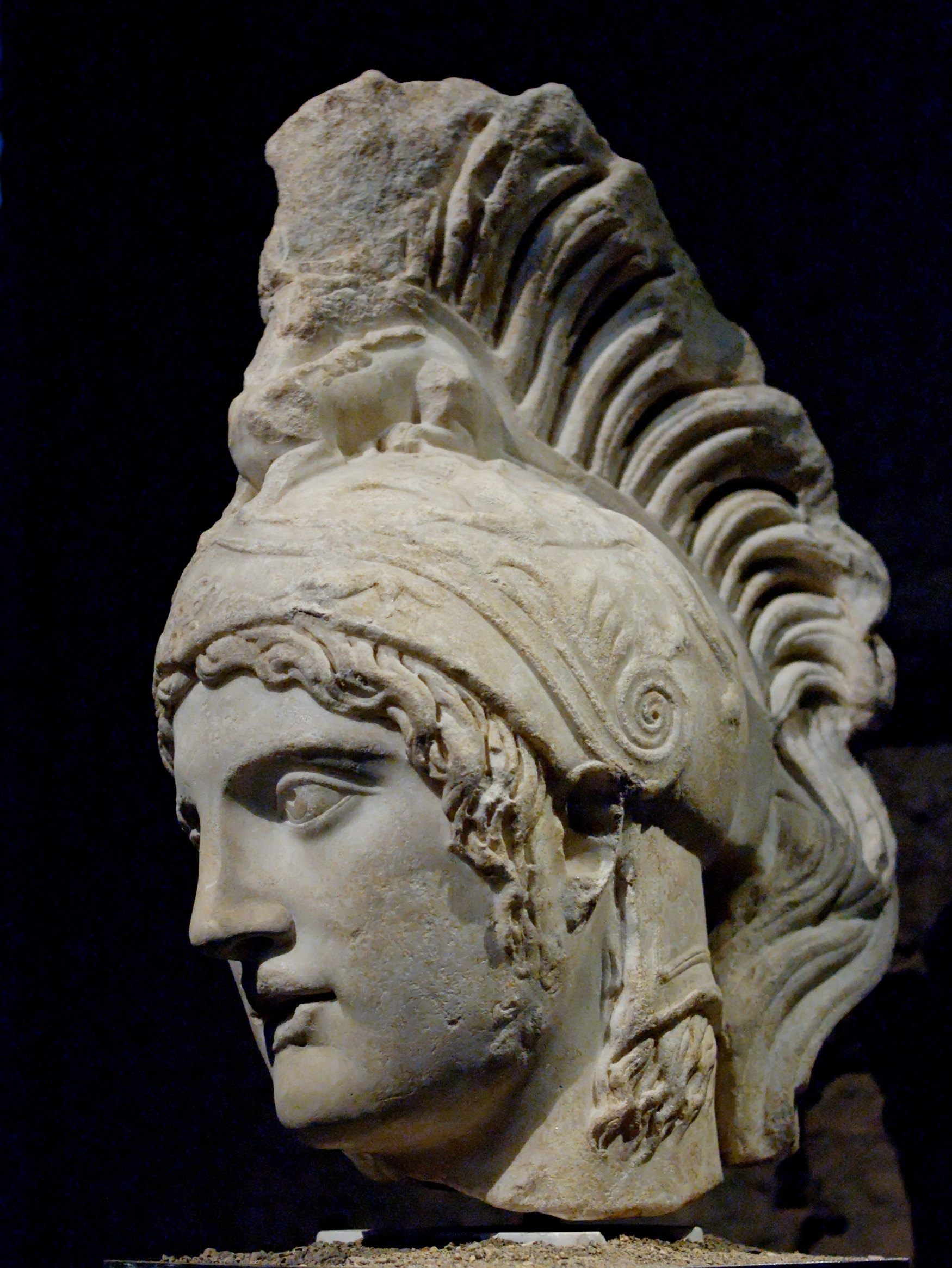
Ares
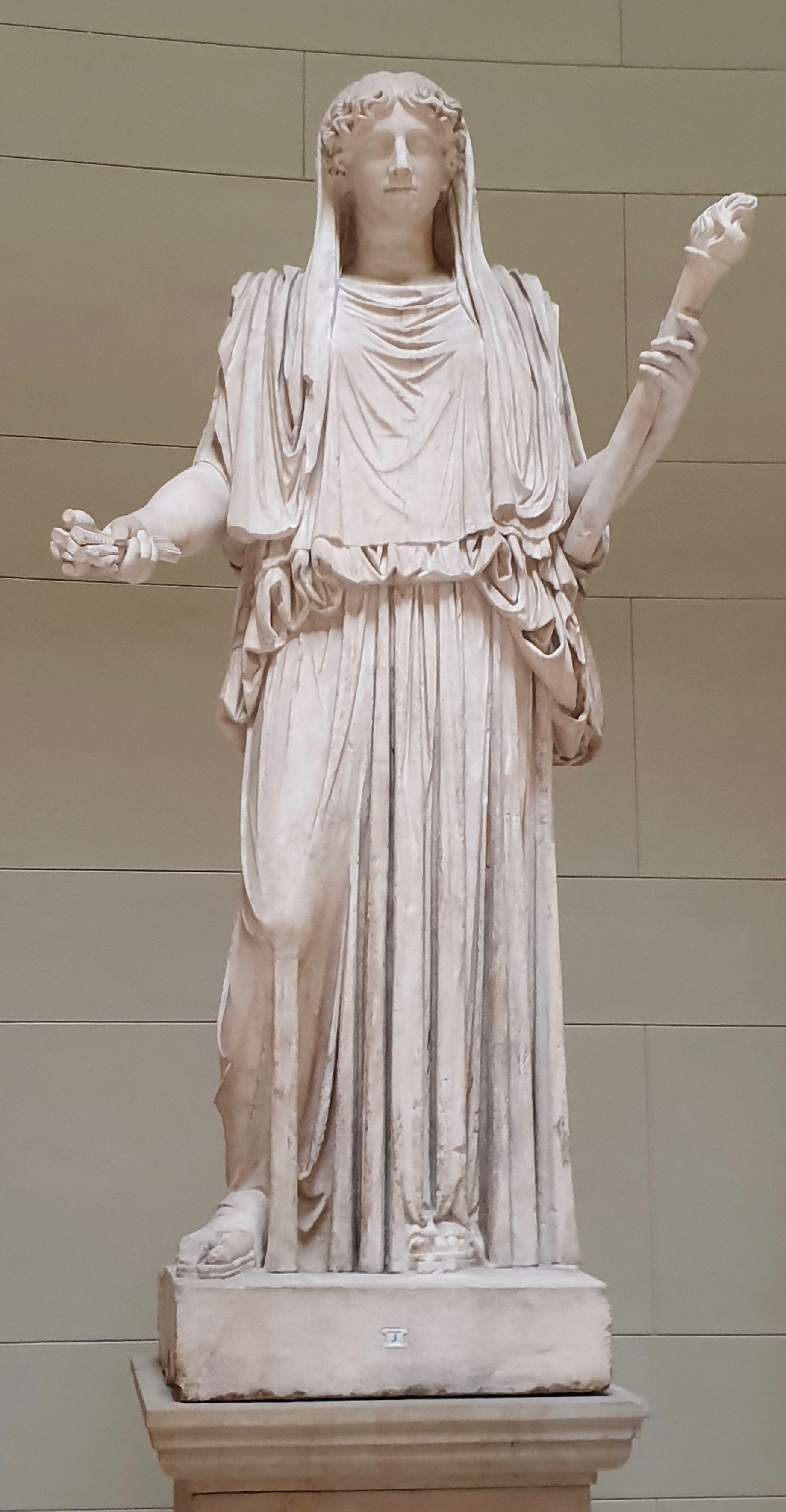
Demeter

## Las fuentes

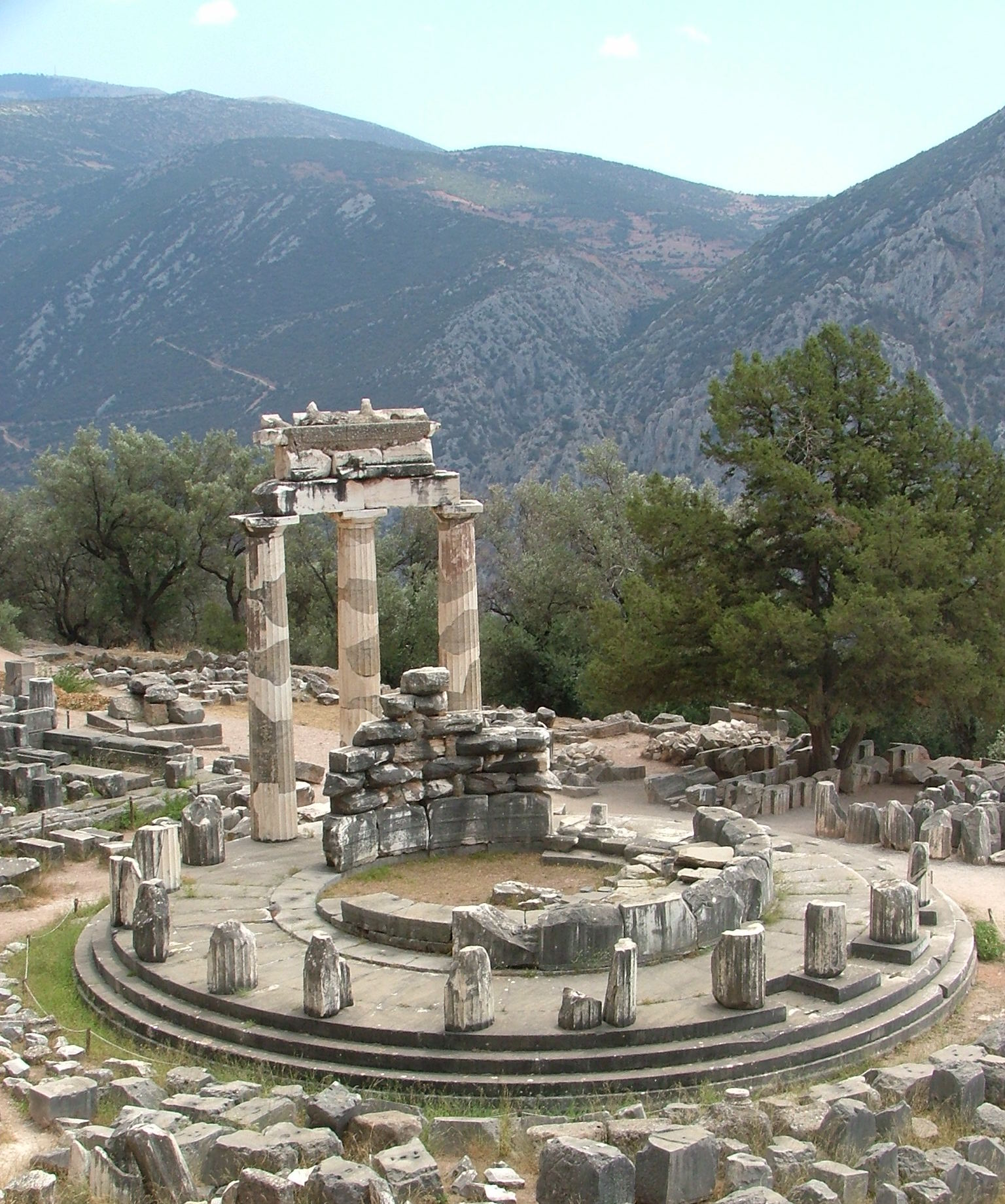
Los templos a las divinidades y los oráculos abundaban en la antigua Grecia. El oráculo de Delfos, una acrópolis que recibía visitantes de toda Grecia. Permaneció funcionando durante siglos, y tras la invasión de Roma comenzó un lento período de decadencia, hasta su clausura definitiva en el de nuestra era, tras el edicto de Tesalónica decretado por Roma

Para conocer la religión de los griegos en la Antigüedad es necesario apoyarse en un conjunto importante de fuentes, que son principalmente de orden literario, epigráfico y arqueológico. Por muy ricas e interesantes que sean, todas esas fuentes no son realmente pertinentes más que consideradas juntas.

## Principales nociones
Distinta de la mitología, la religión se apoya en una piedad marcada por respeto a los ritos y un gran apego a la pureza natural.

## El culto
El culto se organiza alrededor de las oraciones, de las ofrendas y de los sacrificios y, en Atenas, a partir de Clístenes, alrededor del teatro. De las ceremonias más importantes de los griegos estaban los misterios de Eleusis.

## Los oráculos
Los oráculos griegos constituyen un aspecto fundamental de la religión y de la cultura griegas. El oráculo es la respuesta dada por un dios al que se le ha consultado una cuestión personal, concerniente generalmente al futuro. Tales oráculos no pueden ser recibidos más que de ciertos dioses, en los lugares precisos, sobre sujetos determinados y con respeto a unos ritos rigurosamente respetados. El principal dios adivino es Apolo, cuyo oráculo estaba en Delfos.

## Culto en la actualidad, el Helenismo

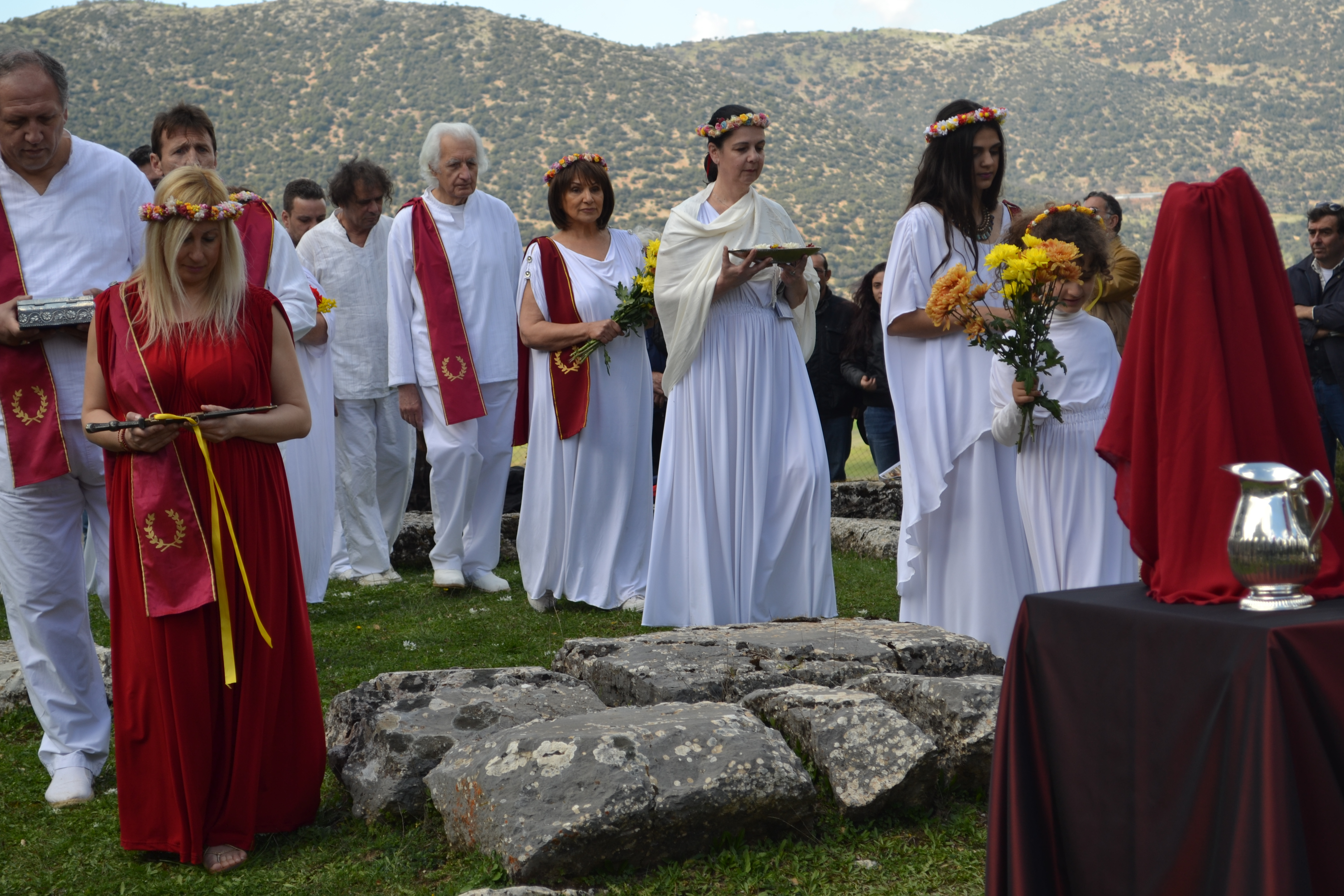
La asociación religiosa YSEE, una de las que hoy en día rinde culto a las antiguas divinidades olímpicas

El equivalente actual a la religión de los griegos en la antigüedad (Ἑλληνικὴ εθνική θρησκεία) es el Helenismo (griego moderno: Ἑλληνισμός). Es un movimiento religioso surgido entre finales del siglo XX y las últimas décadas, centrada en el culto a las divinidades, creencias y prácticas de la religión de la Grecia Antigua, sus tradiciones y filosofía, centrada en la mitología griega, los héroes y dioses olímpicos. Los líderes del nuevo helenismo estimaron que en el año 2005 estaban integrados por 2000 seguidores en Grecia y  a comienzos de 2016 estimaban que eran 100 000 personas interesadas en el movimiento, por lo que hoy las cifras podrían variar. Existen varias asociaciones helenistas en Europa y América, destacándose YSEE, Labrys, Círculo Pitagórico, Alexandria, entre otros.